# Hoa hậu Hoàn vũ 1998
Hoa hậu Hoàn vũ 1998 là cuộc thi Hoa hậu Hoàn vũ lần thứ 47 được tổ chức vào ngày 12 tháng 5 năm 1998 tại Trung tâm Stan Sheriff, thành phố Honolulu, Hawaii, Hoa Kỳ. Hoa hậu Hoàn vũ 1997 Brook Lee đến từ Hoa Kỳ đã trao vương miện cho người kế nhiệm của mình là Wendy Fitzwilliam đến từ Trinidad và Tobago. Có tất cả 81 người đẹp tham gia cuộc thi năm nay.

## Kết quả

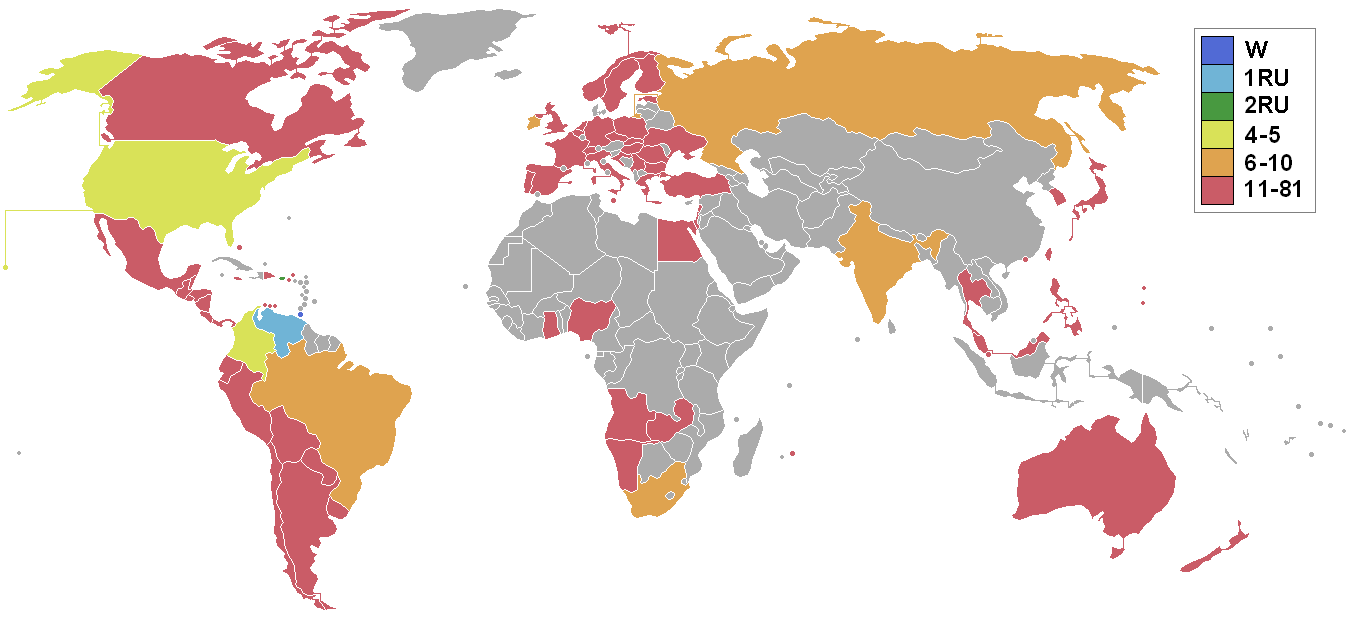
Các quốc gia và lãnh thổ tham gia Hoa hậu Hoàn vũ 1998 và kết quả.

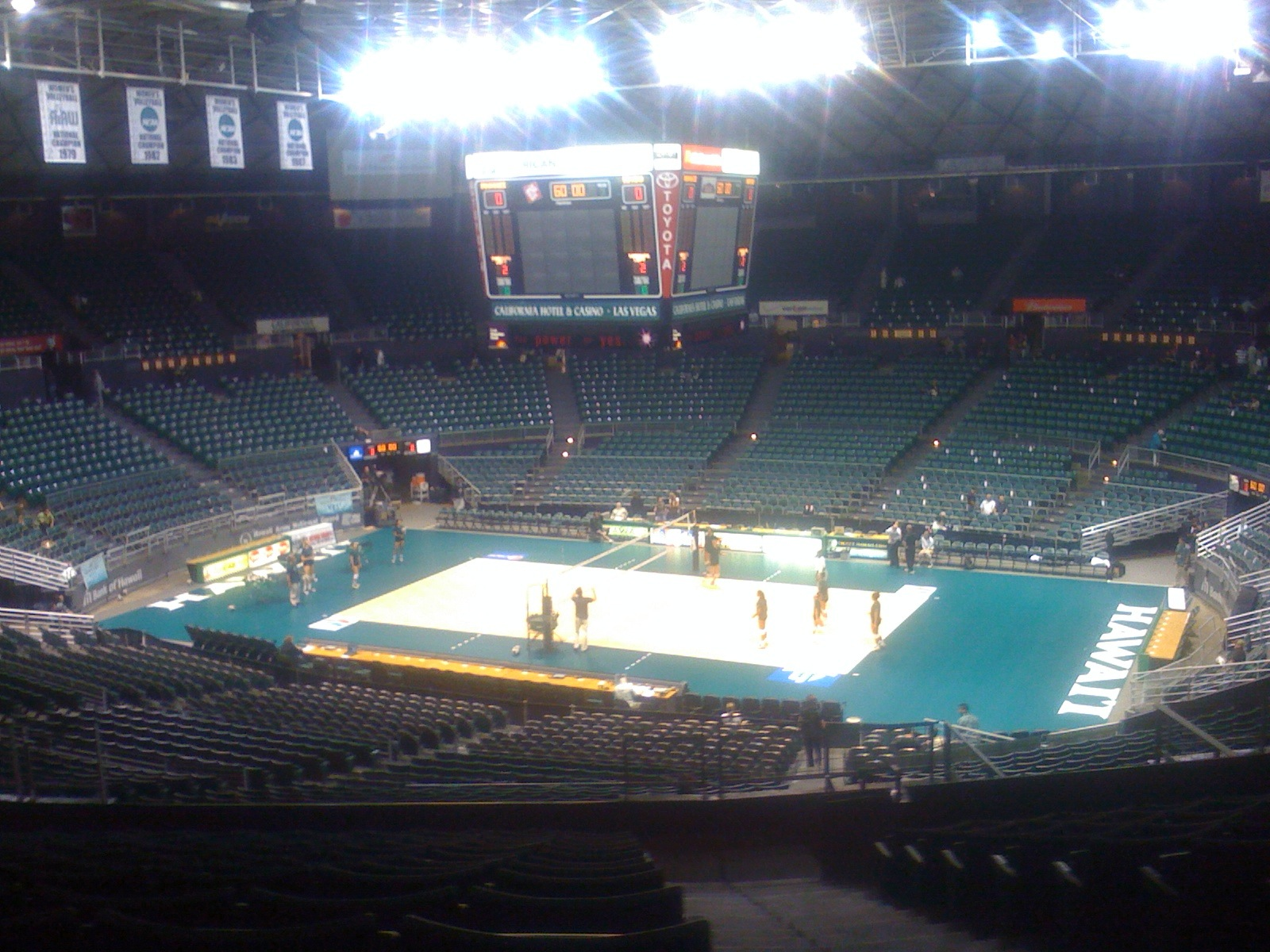
Trung tâm Stan Sheriff ở Honolulu, Hawaii, địa điểm chính thức diễn ra cuộc thi Hoa hậu Hoàn vũ 1998.

### Thứ hạng
| Kết quả              | Thí sinh |
| -------------------- | --- |
| Hoa hậu Hoàn vũ 1998 | - Trinidad và Tobago – Wendy Fitzwilliam                                                                                          |
| Á hậu 1              | - Venezuela – Veruska Ramírez |
| Á hậu 2              | - Puerto Rico – Joyce Giraud |
| Top 5                | - Colombia – Silvia Ortiz - Hoa Kỳ – Shawnae Jebbia                                                                               |
| Top 10               | - Brazil – Michella Marchi - Ấn Độ – Lymaraina D'Souza - Ireland – Andrea Roche - Nga – Anna Malova - Nam Phi – Kerishnie Naicker |

### Thứ tự gọi tên
| 1. Nam Phi 2. Nga 3. Ireland 4. Brazil 5. Colombia 6. Ấn Độ 7. Trinidad và Tobago 8. Venezuela 9. Hoa Kỳ 10. Puerto Rico | 1. Colombia 2. Hoa Kỳ 3. Trinidad và Tobago 4. Puerto Rico 5. Venezuela | 1. Venezuela 2. Trinidad và Tobago 3. Puerto Rico |

## Các giải thưởng đặc biệt
| Giải thưởng                                        | Thí sinh                                 |
| -------------------------------------------------- | ---------------------------------------- |
| Trang phục dân tộc đẹp nhất                        | - Trinidad và Tobago – Wendy Fitzwilliam |
| Hoa hậu Thân thiện                                 | - Thổ Nhĩ Kỳ – Asuman Krause             |
| Hoa hậu Ảnh                                        | - Slovakia – Vladimíra Hreňovčíková      |
| Hoa hậu mặc áo tắm đẹp nhất (Thiết kế bởi Jantzen) | - Venezuela – Veruska Ramírez            |
| Hoa hậu phong cách Clairol Herbal Essences         | - Mexico – Katty Fuentes                 |

## Hội đồng giám khảo
- Richard Chamberlain - diễn viên và ca sĩ người Mỹ
- Cindy Adams - nhà văn và nhà báo chuyên mục tin đồn người Mỹ
- María Conchita Alonso - nữ diễn viên, ca sĩ/nhạc sĩ người Venezuela
- Vivienne Tam - nhà thiết kế thời trang có trụ sở tại Thành phố New York
- Elaine Farley
- Richard Johnson - diễn viên, nhà văn và nhà sản xuất sân khấu và màn ảnh người Anh
- Shemar Moore - diễn viên nam người Mỹ
- Elvis Stojko - vận động viên trượt băng nghệ thuật người Canada

### Chung kết
| \| Quốc gia/Vùng lãnh thổ \| Phỏng vấn \| Áo tắm \| Dạ hội \| Trung bình \| Ứng xử Top 5 \| \| ---------------------- \| ---------- \| ---------- \| ---------- \| ---------- \| ------------ \| \| Trinidad và Tobago \| 9.717 (1) \| 9.762 (2) \| 9.835 (1) \| 9.771 (1) \| 9.792 (1) \| \| Venezuela \| 9.423 (3) \| 9.855 (1) \| 9.720 (2) \| 9.666 (2) \| 9.713 (2) \| \| Puerto Rico \| 9.230 (6) \| 9.697 (3) \| 9.693 (3) \| 9.540 (3) \| 9.633 (3) \| \| Hoa Kỳ \| 9.267 (5) \| 9.625 (4) \| 9.505 (6) \| 9.466 (4) \| 9.382 (4) \| \| Colombia \| 9.115 (7) \| 9.583 (5) \| 9.635 (4) \| 9.444 (5) \| 9.350 (5) \| \| Brazil \| 9.275 (4) \| 9.450 (6) \| 9.428 (9) \| 9.384 (6) \| \| \| Ấn Độ \| 9.492 (2) \| 9.108 (9) \| 9.443 (8) \| 9.348 (7) \| \| \| Nam Phi \| 9.025 (8) \| 9.117 (8) \| 9.587 (5) \| 9.243 (8) \| \| \| Ireland \| 8.975 (9) \| 9.050 (10) \| 9.327 (10) \| 9.117 (9) \| \| \| Nga \| 8.568 (10) \| 9.150 (7) \| 9.453 (7) \| 9.057 (10) \| \| | Hoa hậu Á hậu 1 Á hậu 2 Top 5 Top 10 (#) Xếp hạng ở mỗi phần thi |            |            |            |              |
| Quốc gia/Vùng lãnh thổ | Phỏng vấn                                                        | Áo tắm     | Dạ hội     | Trung bình | Ứng xử Top 5 |
| Trinidad và Tobago | 9.717 (1)                                                        | 9.762 (2)  | 9.835 (1)  | 9.771 (1)  | 9.792 (1)    |
| Venezuela | 9.423 (3)                                                        | 9.855 (1)  | 9.720 (2)  | 9.666 (2)  | 9.713 (2)    |
| Puerto Rico | 9.230 (6)                                                        | 9.697 (3)  | 9.693 (3)  | 9.540 (3)  | 9.633 (3)    |
| Hoa Kỳ | 9.267 (5)                                                        | 9.625 (4)  | 9.505 (6)  | 9.466 (4)  | 9.382 (4)    |
| Colombia | 9.115 (7)                                                        | 9.583 (5)  | 9.635 (4)  | 9.444 (5)  | 9.350 (5)    |
| Brazil | 9.275 (4)                                                        | 9.450 (6)  | 9.428 (9)  | 9.384 (6)  |              |
| Ấn Độ | 9.492 (2)                                                        | 9.108 (9)  | 9.443 (8)  | 9.348 (7)  |              |
| Nam Phi | 9.025 (8)                                                        | 9.117 (8)  | 9.587 (5)  | 9.243 (8)  |              |
| Ireland | 8.975 (9)                                                        | 9.050 (10) | 9.327 (10) | 9.117 (9)  |              |
| Nga | 8.568 (10)                                                       | 9.150 (7)  | 9.453 (7)  | 9.057 (10) |              |

## Thí sinh tham gia
| - Angola - Emilia Guardano - Argentina - Marcela Brane - Aruba - Wendy Lacle - Úc - Renee Henderson - Bahamas - Juliette Sargent - Bỉ - Sandrine Corman - Belize - Elvia Vega - Bolivia - Veronica Larrieu - Bonaire - Uzmin Everts - Brazil - Michella Marchi - Quần đảo Virgin (Anh) - Kaida Donovan - Bulgaria - Natalia Gourkova - Canada - Juliana Thiessen - Chile - Claudia Arnello - Colombia - Silvia Ortiz - Costa Rica - Kisha Alvarado - Croatia - Ivana Grzetić - Curaçao - Natacha Bloem - Síp - Daniella Iordanova - Cộng hoà Séc - Kristina Fridvalská - Cộng hòa Dominica - Selines Méndez - Ecuador - Soraya Hogonaga - Ai Cập - Karine Fahmy - El Salvador - María Gabriela Jovel - Estonia - Mari Lawrens - Phần Lan - Jonna Kauppila - Pháp - Sophie Thalmann - Đức - Katharina Mainka - Ghana - Francisca Awuah - Anh Quốc - Leilani Dowding - Hy Lạp - Dimitra Eginiti - Guam - Joylyn Munoz - Guatemala - Astrid Ramírez - Honduras - Dania Prince Mendez - Hồng Kông - Ông Gia Tuệ - Hungary - Agnes Nagy - Ấn Độ - Lymaraina D'Souza - Ireland - Andrea Roche - Israel - Hagit Raz - Ý - Claudia Trieste - Jamaica - Shani McGraham | - Nhật Bản - Nana Okumura - Hàn Quốc - Kim Ji-yeon - Liban - Nina Kadis - Malaysia - Sherine Wong - Malta - Carol Cassar - Mauritius - Leena Ramphul - Mexico - Katty Fuentes - Namibia - Retha Reinders - Hà Lan - Jacqueline Rotteveel - New Zealand - Rosemary Rassell - Nicaragua - Claudia Alaniz - Nigeria - Chika Chikezie - Quần đảo Bắc Mariana - Helene Yum Lizama - Na Uy - Stine Bergsvand - Panama - Tanisha Drummond - Paraguay - Luz Marina González - Perú - Karim Bernal - Philippines - Jewel May Lobaton - Ba Lan - Sylwia Kupiec - Bồ Đào Nha - Icilia Berenguel - Puerto Rico - Joyce Giraud - Romania - Juliana Elena Verdes - Nga - Anna Malova - Singapore - Alice Lim - Slovakia - Vladimíra Hreňovčíková - Nam Phi - Kerishnie Naicker - Tây Ban Nha - María José Besora - Thụy Điển - Jessica Olérs - Thụy Sĩ - Tanja Gutmann - Đài Loan - Thái Huệ Anh - Thái Lan - Chalida Thaochalee - Trinidad và Tobago - Wendy Fitzwilliam - Thổ Nhĩ Kỳ - Asuman Krause - Ukraine - Olena Spirina - Uruguay - Virginia Russo - Hoa Kỳ - Shawnae Jebbia - Quần đảo Virgin (Mỹ) - Leah Webster - Venezuela - Veruska Ramírez - Nam Tư - Jelena Trninić - Zimbabwe - Selina Stuart |

## Chú ý

### Lần đầu tham gia
- Angola

### Trở lại
- Lần cuối tham gia vào năm 1991:
  -  Nam Tư
- Lần cuối tham gia vào năm 1995:
  -  Guam
  -  Nhật Bản
  -  Nicaragua
  -  Nigeria
- Lần cuối tham gia vào năm 1996:
  -  Ghana
  -  Anh Quốc
  -  Hà Lan
  -  Na Uy

### Bỏ cuộc
- Bermuda – Joanne Darrell
- Iceland – Harpa Lind Hardardttir
- Quần đảo Turks và Caicos - Kricket Hunt

### Thay thế
- Israel – Linor Abargil, Hoa hậu Israel 1998 không thể tham dự do chưa đủ tuổi. Á hậu 1 - Hagit Raz, Israel's Maiden of Beauty 1998 (IMB) đã thay thế vị trí của cô. Cuối năm đó Abargil giành vương miện Hoa hậu Thế giới 1998.
- Philippines – Người chiến thắng Binibining Pilipinas Universe 1998, Tisha Silang đã phải từ chức do mang quốc tịch Canada. Á hậu 1 của cuộc thi - Jewel Mae Lobaton của thành phố Bacolod, được chọn là đại diện Philippines tại Hoa hậu Hoàn vũ 1998.